# Mount Evans, Antarktis
Mount Evans är ett berg i Antarktis. Det ligger i Östantarktis. Nya Zeeland gör anspråk på området. Toppen på Mount Evans är 1 410 meter över havet, eller 224 meter över den omgivande terrängen. Bredden vid basen är 6,2 km.
Terrängen runt Mount Evans är huvudsakligen kuperad. Trakten är obefolkad. Det finns inga samhällen i närheten.